# Habib Jemli
Habib Jemli o Habib Jomli (en árabe: الحبيب الجملي‎), (Cairuán, 28 de marzo de 1959) es un político tunecino independiente próximo al partido islamista Ennahdha. De 2011 a 2014 fue secretario de Estado de Agricultura en los gobiernos de Hamadi Yebali y Ali Laarayedh del movimiento Ennahdha. En noviembre de 2019 fue designado jefe de gobierno por el presidente de la República Kaïs Saïed, sin embargo el 10 de enero de 2020 la Asamblea de Representantes del Pueblo rechazó su designación con 74 votos a favor y 134 en contra.

## Biografía
Ingeniero agrónomo de formación, Habib Jemli posee una maestría en economía agrícola y gestión de instituciones agrícolas. Especialista en desarrollo agrícola y gestión empresarial, es autor de varios estudios e investigaciones en estos campos.
A nivel profesional, evoluciona dentro de las unidades de investigación en el campo de los cultivos de campo, así como en la dirección de calidad y desarrollo en el Ministerio de Agricultura, y también dirige una empresa privada.
Próximo a Ennahdha, de 2011 a 2014 asumió la función de Secretario de Estado de Agricultura con el ministro Mohamed Ben Salem. 
El 15 de noviembre de 2019 tras ser elegido por el consejo de la Choura del partido Ennahdha, fue designado jefe de gobierno por el presidente de la República Kaïs Saïed.
El 2 de enero de 2020 Jemli anunció su propuesta de gobierno con 28 ministerios y 15 secretarías de Estado. En la propuesta se adelantaba los nombres de quienes serían designados ministros: el ministro del Interior, Sofiène Sliti y el ministro de Justicia Hédi Guédiri ambos miembros de la judicatura considerados próximos a Ennahdha partido que tiene mayoría con 52 escaños en la Asamblea de Representantes del Pueblo presidida por Rachid Ghanuchi. Fadhel Abdelkéfi Ministro de Desarrollo y Cooperación Internacional y Maha Issaoui, Secretaria de Estado en el Ministerio de Salud considerados próximos a Qlab Tounes, segunda fuerza del Parlamento tunecino con 38 escaños. El ministerio de Defensa sería adjudicado a Imed Derouiche y para el ministerio de Relaciones Exteriores la propuesta era el regreso de Khaled Shili, hasta ahora embajador de Túnez en Jordania. Como nueva ministra de Finanzas se apuntaba el nombre de Lamia Zribi y al frente del ministerio de Juventud y Deportes a la leyenda del fútbol Tarek Dhiab. El popular actor Fathi Hadaoui hubiera sido nombrado al frente del Ministerio de Cultura. El único ministro reelegido en la propuesta era René Trabelsi, al frente del Ministerio de Turismo. En el pacto no participaron la Corriente Democrática (22 escaños) y los nacionalistas de Al Chaab con 15 escaños.
El 10 de enero de 2020 la Asamblea de Representantes del Pueblo rechazó su designación con 74 votos a favor y 134 en contra.